# If I Needed Someone
«If I Needed Someone» (рус. Если бы мне был кто-то нужен) — песня группы «Битлз», впервые появившаяся в альбоме «Rubber Soul» в 1965 году. Песня написана Джорджем Харрисоном и была записана 16 и 18 октября 1965 года.

## История
Песня была написана под значительным влиянием группы «The Byrds». Как стало известно в 2004 году во время интервью Роджера Макгинна (музыканта The Byrds), Харрисон даже послал ему кассетную запись песни, прежде чем она была растиражирована, для того, чтобы показать, что гитарный рифф, используемый в песне, основан на риффе самого Макгинна в песне «The Bells of Rhymney». Само вступление песни и её кода тоже довольно похожи на песню группы The Byrds. Интересно, что The Byrds в свою очередь тоже кое-что позаимствовали у Харрисона, а именно его использование 12-струнной электрической гитары в фильме «A Hard Day’s Night».

## Песня
Песня «If I Needed Someone» в исполнении Битлз звучит в миксолидийском ля мажоре; в припеве имеется модуляция в си минор. Строки куплетов довольно плотно гармонизированы: основную партию ведёт Харрисон, тогда как Леннон и Маккартни исполняют подголоски. Припев исполняется одним Харрисоном, однако его партия сведена из двух записей голоса, что часто практиковалось Битлз во время, когда записывался альбом Rubber Soul.
Мелодия песни очень проста. Куплет состоит всего лишь из нескольких нот. По словам самого Харрисона,

«If I Needed Someone» — как миллионы других песен, написанных вокруг аккорда Ре мажор. Слегка передвигая пальцы, можно получить множество небольших мелодий. Подобный гитарный ход или его вариации можно найти во многих песнях, и я поражаюсь, что люди до сих пор отыскивают новые перестановки из тех же самых нот.
Оригинальный текст (англ.)If I Needed Someone is like a million other songs written around a D chord. If you move your finger about you get various little melodies. That guitar line, or variations on it, is found in many a song, and it amazes me that people still find new permutations of the same notes.
— Дж. Харрисон, «I Me Mine», 1980
Текст песни передаёт ощущения молодого человека, ранее отвергнутого своей возлюбленной, но сейчас испытывающего интерес с её стороны. Он, однако, не настроен обращать на неё внимание: «Напиши свой номер на моей стене, и, может быть, я тебе позвоню, если мне будет кто-то нужен».

## Запись песни
Группа записывала песню в два этапа. В течение первой сессии (16 октября 1965) была записана лишь базовая ритм-дорожка. 18 октября группа дозаписала к ней вокальные партии и партию бубна.
В записи участвовали:
- Джон Леннон — подголоски, ритм-гитара
- Пол Маккартни — подголоски, бас-гитара
- Джордж Харрисон — основной вокал, 12-струнная соло-гитара
- Ринго Старр — ударные, бубен
- Джордж Мартин — фисгармония

## Судьба песни
Песня «If I Needed Someone» была единственной композицией Харрисона, исполнявшейся на каких-либо концертных турах Битлз. Песня звучала и на концертах группы в Токио в июле 1966 года; в документальном фильме «The Compleat Beatles» приводятся кадры исполнения этой песни, приводимые в качестве иллюстрации того, как концертные туры изматывают группу. Песня была одной из пяти песен, которую Битлз исполнили на своём последнем концерте в Великобритании (1 мая 1966 года в зале «Empire Pool» лондонского стадиона Уэмбли). Была она исполнена и на самом последнем выступлении группы 29 августа 1966 в Кэндлстик-парке, Сан-Франциско. Существует предположение (требующее, однако, проверки), что песня «If I Needed Someone» исполнялась на каждом концерте Битлз в 1966 году.
Песня неоднократно перепевалась различными исполнителями, в том числе самим Харрисоном в его сольном альбоме «Live in Japan» в 1992 году (в этой версии Харрисон и Эрик Клэптон исполняют значительно более долгие гитарные проигрыши). Клэптон позже исполнил кавер-версию этой песни для трибьют-альбома «Concert for George» в 2002 году. Среди прочих, песню перепевали группы «The Hollies», «Type O Negative», гитарист Les Fradkin и дуэт «The Bacon Brothers».